# Dvě princezny
Dvě princezny jsou český webový seriál FTV Prima uvedený 15. července 2025 na streamovací platformě prima+. Jedná se o pokračování původního televizního seriálu Eliška a Damián, se kterým bylo zároveň natočeno. V hlavních rolích tentokrát účinkují Anežka Rusevová a Anna Dvořáková jako dvě princezny, které začnou cestovat časem za pomoci kouzelného elixíru. Jednotlivé epizody vycházejí každé úterý a čtvrtek.

## Příběh
Eliška Mlynářová (Emma Smetana) se rozhodla prožít svůj život po boku prince Damiána (Robert Urban) v roce 1758, kde se prezentuje jako skotská princezna. S Damiánem uzavřeli sňatek, chystají se na líbánky a alchymista Matouš (Jan Komínek) dokončil přípravy nového elixíru, jenž propůjčuje schopnost cestování v čase a měl by konečně okusit chuť budoucnosti na vlastní kůži.
Mezitím se pruská princezna Frederika (Anežka Rusevová), bývalá snoubenka Damiána, smiřuje s tím, že má být odvezena na dvůr své tety Judity, kde by se měla oddávat modlitbám a žít v celibátu, než dospěje její nový nastávající. Frederika s tímto rozhodnutím zásadně nesouhlasí, protože touží po dobrodružství a skutečné lásce. Její trápení se rozhodne ukončit princezna Eleonora (Anna Dvořáková), která nově namíchaný elixír použije na sebe a společně s Frederikou začnou cestovat do 21. století. Jejich průvodkyní v budoucnosti se stává Eliščina babička Kateřina (Dana Syslová), která předtím pomáhala Damiánovi. Obě princezny zažijí v budoucnosti nespočet dobrodružství a postupně se i zamilují.

## Obsazení
| Herec                 | Role                      | Díl | Řada | Rok  | Popis a poznámky |
| --------------------- | ------------------------- | --- | ---- | ---- | --- |
| Anna Dvořáková        | princezna Eleonora        | 1   | 1    | 2025 | mladší sestra Damiána, nejlepší kamarádka Frederiky, průbojná princezna s vlastní hlavou a srdcem na správném místě |
| Anežka Rusevová       | princezna Frederika       | 1   | 1    | 2025 | pruská princezna, která si původně měla pro klid zbraní vzít Damiána, po jeho sňatku s Eliškou je znovu zasnoubena s o mnoho let mladším chlapcem; nejlepší kamarádka Eleonory, toužící žít život naplno                                                        |
| Jan Komínek           | Matouš                    | 1   | 1    | 2025 | alchymista, vědec a lékař ve službách Damiánova strýce Adama; nejlepší přítel Damiána, který si přeje cestovat v čase |
| Štěpán Staněk         | Tomáš Mlynář              | 1   | 1    | 2025 | mladší bratr Elišky; málomluvný hudebník, který se straní svého okolí |
| Tomáš Měcháček        | Vít Hlaváček              | 1   | 1    | 2025 | spisovatel brakové literatury, který se snaží finančně postavit na vlastní nohy, později kamarád a nápadník Frederiky a spoluautor společného románu |
| Hana Drozdová         | Lucie Majerová            | 1   | 1    | 2025 | Eliščina nejlepší kamarádka a kulinářka, která se věnuje vývoji nových příchutí pro Eliščinu rodinnou marmeládovnu |
| Dana Syslová          | Kateřina Novotná          | 1   | 1    | 2025 | Eliščina babička z matčiny strany; dříve pomáhala Damiánovi sžít se s životem v 21. století, nyní se stává průvodkyní budoucností pro Eleonoru a Frederiku |
| Emma Smetana          | Eliška (Mlynářová)        | 1   | 1    | 2025 | bývalá ředitelka rodinné marmeládovny, která se zamilovala do prince z 18. století a rozhodla se zůstat v jeho době; v minulosti žije pod identitou skotské princezny, v současnosti je její nepřítomnost vysvětlována tak, že odjela s Damiánem na Nový Zéland |
| Robert Urban          | princ Damián Karel Ludvík | 1   | 1    | 2025 | dědičný princ z Baden-Baden, manžel Elišky, bratr Eleonory, přítel Matouše, bývalý cestovatel časem |
| Milan Šteindler       | Jiří                      | 1   | 1    | 2025 | správce Adamova panství |
| Michaela Dittrichová  | Jolana                    | 1   | 1    | 2025 | Eliščina nejlepší kamarádka, pracuje v Eliščině rodinné marmeládovně; rozvedená matka dvou dětí, která chodí s Honzou |
| Martin Písařík        | Honza                     | 1   | 1    | 2025 | bratr Martina, Eliščina bývalého přítele; majitel hospody a přítel Jolany |
| Michaela Kuklová      | Naďa Valentová            | 1   | 1    | 2025 | účetní a dobrá duše Eliščiny rodinné marmeládovny |
| Jan Burda             | vévoda Adam               | 1   | 1    | 2025 | strýc Damiána a Eleonory, manžel Terezie a jeden z nejvýše postavených aristokratů ve službách císařovny Marie Terezie |
| Marta Jandová         | vévodkyně Terezie         | 1   | 1    | 2025 | teta Damiána a Eleonory, manželka Adama |
| Mark Kristián Hochman | Johan                     | 2   | 1    | 2025 | španělský sluha zamilovaný do Eleonory |
| Miroslav Etzler       | Marek Rezek               | 2   | 1    | 2025 | podnikatel a investor; získá většinový podíl v marmeládovně a jmenuje do ní na pozici ředitelky svou milenku Alici |
| Tereza Rychlá         | Alice Vozárová            | 3   | 1    | 2025 | bývalá kamarádka Elišky, v minulosti málem zruinovala marmeládovnu; nyní se vrací do firmy jako ředitelka |
| Petr Semerád          | Pavel Arnošt              | 3   | 1    | 2025 | psychiatr, přítel Lucie a zároveň kamarád a spojenec Mortena; v poslední epizodě Elišky a Damiána nechal Mortena hospitalizovat na psychiatrii, ale pak mu pomohl utéct a nyní s ním spolupracuje                                                               |
| Petr Vaněk            | Morten (Mikuláš)          | 3   | 1    | 2025 | padouch, který jeví chorobně zvýšený zájem o cestování časem |
| Václav Matějovský     | Filip Verner              | 5   | 1    | 2025 | oceňovaný kuchař; nový zaměstnanec marmeládovny najatý Alicí |
| Jiří Dvořák           | vypravěč příběhu          | 1   | 1    | 2025 | (v seriálu se objevuje pouze jeho hlas) |

## Seznam dílů
| Č. v seriálu | Č. v řadě | Původní název | Režie              | Scénář              | Datum premiéry    | Sledovanost 15+ |
| ------------ | --------- | ------------- | ------------------ | ------------------- | ----------------- | --------------- |
| 1            | 1         | 1. epizoda    | Jaromír Polišenský | David Holý          | 15. července 2025 |                 |
| 2            | 2         | 2. epizoda    | Jaromír Polišenský | David Holý          | 17. července 2025 |                 |
| 3            | 3         | 3. epizoda    | Jaromír Polišenský | Jiří Suchý z Tábora | 22. července 2025 |                 |
| 4            | 4         | 4. epizoda    | Jaromír Polišenský | David Holý          | 24. července 2025 |                 |
| 5            | 5         | 5. epizoda    | Jaromír Polišenský | David Holý          | 29. července 2025 |                 |
| 6            | 6         | 6. epizoda    | Jaromír Polišenský | David Holý          | 31. července 2025 |                 |
| 7            | 7         | 7. epizoda    | Radim Grzybek      | David Holý          | 5. srpna 2025     |                 |
| 8            | 8         | 8. epizoda    | Radim Grzybek      | David Litvák        | 7. srpna 2025     |                 |
| 9            | 9         | 9. epizoda    | Radim Grzybek      | David Litvák        | 12. srpna 2025    |                 |
| 10           | 10        | 10. epizoda   | Radim Grzybek      | David Holý          | 14. srpna 2025    |                 |
| 11           | 11        | 11. epizoda   | Radim Grzybek      | David Holý          | 19. srpna 2025    |                 |
| 12           | 12        | 12. epizoda   | bude oznámeno      | bude oznámeno       | 21. srpna 2025    |                 |